# Spartolus tricostatus
Spartolus tricostatus är en insektsart som beskrevs av Bolívar, I. 1887. Spartolus tricostatus ingår i släktet Spartolus och familjen torngräshoppor. Inga underarter finns listade i Catalogue of Life.